# サイバー・リベンジャー
『サイバー・リベンジャー』（原題: I.T.）は、2016年にアメリカ合衆国で公開されたスリラー映画。監督をジョン・ムーアが、主演をピアース・ブロスナンが務めた。
日本では「カリテ・ファンタスティック!シネマ・コレクション2017」にて2017年7月15日から8月18日まで限定公開された。

## 概要
ピアース・ブロスナン演じるビジネスジェット機専門の航空会社を経営する社長マイク・リーガンが、高校生の娘に近づいたことを理由に解雇した部下のITエンジニアから逆恨みされ、会社や関連機関へのハッキングで破滅させられる恐怖を描く。

## ストーリー
裕福な経営者のマイクは重要なプレゼン中に発生したネットの障害を見事に解決した一時雇用のITエンジニアの28歳のエドを気に入り、自宅のホームセキュリティーやネット環境のメンテナンスをして欲しいと依頼し、自宅に招き入れる。エドはマイクのハイテク高級自動車のハッキング技術を得意げに披露しながら高度なセキュリティーで守られたマイクの豪邸のメンテナンスを行い、その作業中にプールサイドにいたマイクの17歳の高校生のケイトリンに興味を抱く。エドはカフェで働くお気に入りのウェイトレスを盗撮するしかできないような女性の口説き方を知らないオタクで、ケイトリンにはSNSで友達申請しか出来なかった。ケイトリンはその友達申請を承認し、エドと少しチャットをして「父親が厳しい」「助けて欲しい」と訴える。舞い上がったエドはマイクの家出のパーティーに顔を出すが、マイクに家に入る事を拒絶されケイトリンには本気で来て欲しい気持ちが無かった事が判明し激怒する。この件でエドは会社を解雇される。
怒り狂ったエドはケイトリンの周辺のハッキングを含むネットストーカーを開始し、ケイトリンが出場するホッケーの試合に出没する。そこでもマイクに「家族の時間に入ってくるな！」と拒絶される。更にエドは本格的にマイクの豪邸へのハッキングを進めてセキュリティや照明を狂わせたりシャワールームまでの覗きや妻ローズの診断結果に乳癌と書き込んだりマイクの会社に関係する省庁へのハッキングで営業停止させる事まで始める。
会社や家庭を滅茶苦茶にされたマイクはエドの自宅に乗り込んで暴力的にハッキングを止めるように迫るが、エドに証拠が無いと白を切られる。エドの攻撃は緩むこと無く、今度はハッキングでシャワールームで盗撮したケイトリンのみだらな姿がネットの動画サイトにアップロードされ、高校で人気者だったケイトリンの地位は失墜し停学処分となる。怒り狂ったマイクは車を飛ばしてエドの自宅へ急行するが、エドに察知されハッキングで車で大事故を起こされる。マイクはこの件を警察に相談しても相手にされなかった。
追い詰められたマイクはITセキュリティーの専門家ヘンリックを雇う。車もハッキング対策として古いローテクな車を使い始める。ヘンリックによってハッキングの被害の修復とケイトリンの動画をネットから全て消去に成功する。ヘンリックの調査でエドが身分を偽っている事も判明する。マイクはヘンリックのサポートでエドの自宅に侵入し、ハッキング犯罪の証拠を盗みに入る。エドは片思い中のウェイトレスに呼び出されたが、これはヘンリックがハッキングで仕掛けた罠だった。マイクは侵入して何とか証拠が入ったUSBメモリーを発見し持ちだそうとするが罠に気づいたエドは隠していた拳銃を取り出して侵入者を追い詰めようとした。ヘンリックはすかさず警察のネットをハッキングして「警察官が撃たれた」と誤報を入れてマイクの脱出をサポートした。
証拠が盗まれた事に気づいたエドは警察に狂言強盗の通報を入れてマイクが犯人として刑事たちに一時的に拘束されてしまう。だが、証拠のUSBメモリーは盗品として返還要求は刑事に聞き入れられなかった。
マイクの容疑が晴れて帰宅した時には拘束された妻と娘と拳銃を構えたエドが待っていた。

## 登場人物
マイク・リーガン
演 - ピアース・ブロスナン、日本語吹替 - 田中秀幸
航空会社の経営者。家では娘に厳しい父親。
エド・ポーター
演 - ジェームズ・フレッシュヴィル、日本語吹替 - 浪川大輔
マイクの会社に一時的に雇われたITエンジニア。女性へのアプローチが苦手でマイクの娘に興味を持つ。
ローズ・リーガン
演 - アンナ・フリエル、日本語吹替 - 田中敦子
マイクの妻。小学校の教師。
ケイトリン・リーガン
演 - ステファニー・スコット、日本語吹替 - 寿美菜子
マイクの娘。厳格な父マイクに反発している。
ヘンリック
演 - ミカエル・ニクヴィスト、日本語吹替 - 椙本滋
エドへの反撃に手を貸すITセキュリティーの専門家。